# Warner Bros. Pictures

Logo studia Warner Bros. Pictures Animation

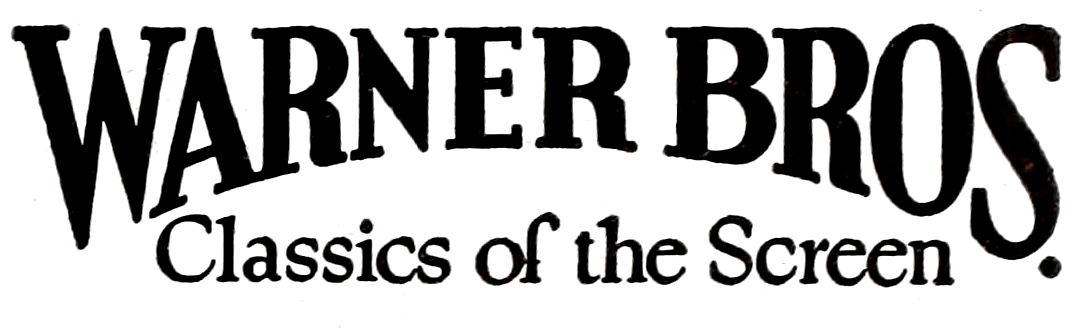
Logo studia z 1923 roku

Warner Bros. Pictures (dawniej znane jako Warner Bros. Pictures, Inc., Warner Bros.-Seven Arts, Inc. i Warner Bros. Inc.) – amerykańskie przedsiębiorstwo zajmujące się produkcją i dystrybucją filmów, będące własnością Warner Bros. Discovery.
Studio zostało założone w 1923 roku przez Harry’ego, Alberta, Sama i Jacka L. Warnerów.
Siedziba studia znajduje się przy Warner Bros. Studios, w Burbank, w stanie Kalifornia.
Współprzewodniczącymi i dyrektorami generalnymi Warner Bros. Motion Picture Group są Michael De Luca i Pamela Abdy. Studio zajmuje się też dystrybucją filmów wyprodukowanych przez pozostałe wytwórnie należące do grupy, m.in. New Line Cinema, DC Studios, Warner Bros. Pictures Animation oraz przez producentów zewnętrznych.

## Franczyzy

Logo studia z 2019 roku

Wytwórnia filmowa Warner Bros. Pictures jest właścicielem poniższych franczyz:
- DC
- Gra o tron
- Hanna-Barbera
- Looney Tunes
- Śródziemie
- Scooby-Doo
- Tom i Jerry
- Wizarding World

## Warner Bros. Pictures Animation
Warner Bros. Pictures Animation (dawniej znane jako Warner Animation Group) – amerykańskie studio animacji, które służy jako wytwórnia animowanych filmów fabularnych Warner Bros.
Zostało założone 7 stycznia 2013 roku przez Jeffa Robinova. Jest następcą tradycyjnego studia animacji 2D Warner Bros. Feature Animation, które zostało zamknięte w 2004 roku.
Studio do tej pory wyprodukowało dziesięć filmów, a pierwszy z nich, Lego: Przygoda, został wydany 7 lutego 2014 roku.
Produkcje studia dystrybuowane są przez Warner Bros. Pictures.